# Licania velata
Licania velata är en tvåhjärtbladig växtart som beskrevs av José Cuatrecasas. Licania velata ingår i släktet Licania och familjen Chrysobalanaceae. Inga underarter finns listade i Catalogue of Life.